# Erysimum comatum
Erysimum comatum är en korsblommig växtart som beskrevs av Pancic. Erysimum comatum ingår i släktet kårlar, och familjen korsblommiga växter. Inga underarter finns listade i Catalogue of Life.